# Alcamène
Pour les articles homonymes, voir Alcamène (homonymie).

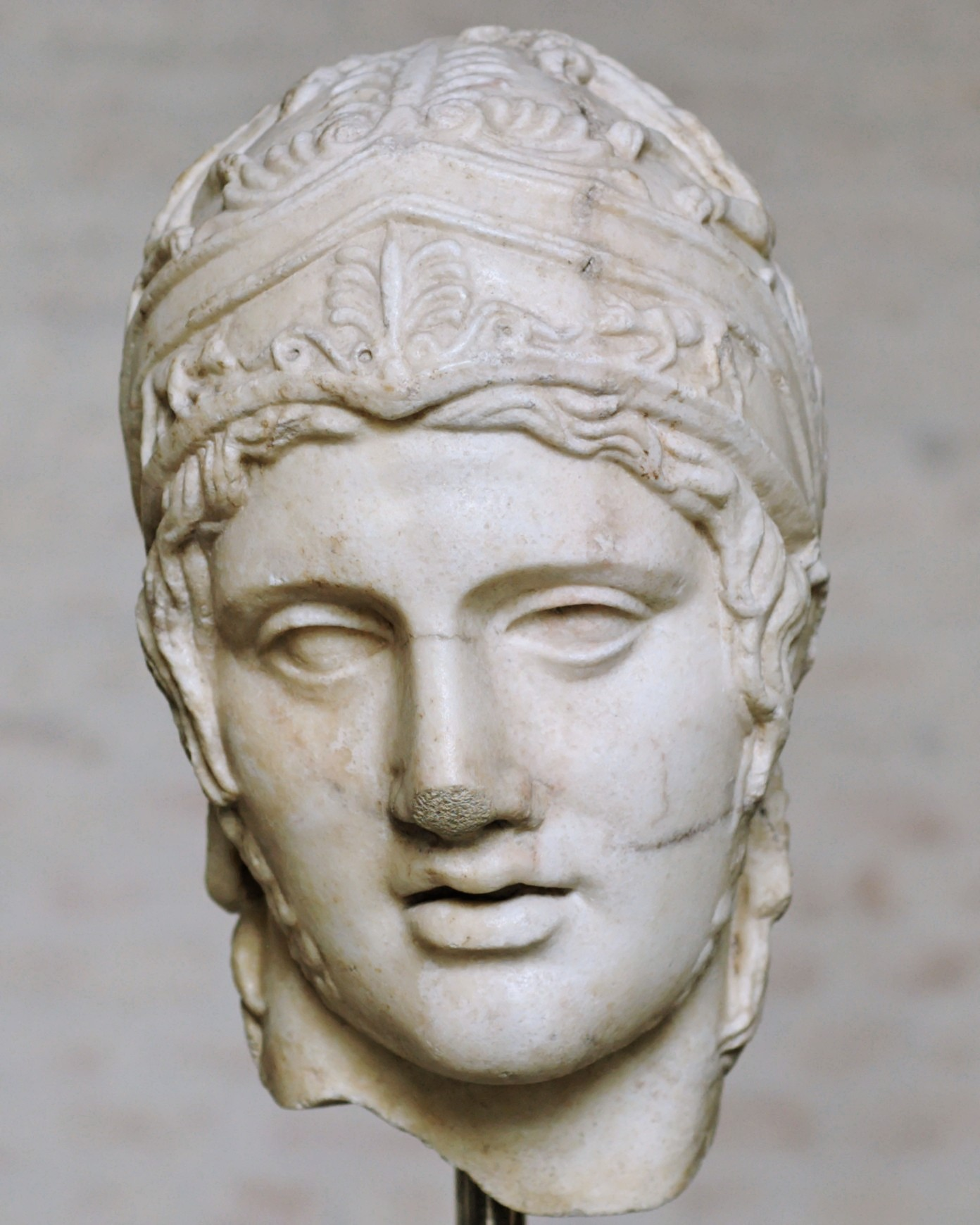
Tête du type de l'Arès Borghèse, glyptothèque de Munich.

Alcamène (en grec ancien Ἀλκαμένης / Alkaménês) est un sculpteur grec du premier classicisme (Ve siècle av. J.-C.). Il fut élève de Phidias.

## Biographie
Peut-être né dans la clérouquie athénienne de Lemnos, il passe toute sa carrière à Athènes. Pline l'Ancien situe son apogée lors de la 83e olympiade, c'est-à-dire en -448--445 et cite comme ses contemporains Critios et Phidias, dont il est le disciple. Il figure parmi les sculpteurs officiels de la cité attique et décore de ses œuvres de nombreux temples érigés pendant la guerre du Péloponnèse. On lui doit notamment les statues de culte de l'Héphaïstéion, sculptées entre 421 et 415 av. J.-C.
Il est encore actif en 403, date à laquelle il sculpte, à la demande de Thrasybule, le relief d'Héraclès et Athéna de l'Héracléion de Thèbes qui célèbre le renversement de la tyrannie des Trente. Face à cette période d'activité particulièrement longue, certains auteurs ont conclu que Pline se trompait en faisant d'Alcamène un contemporain de Phidias. De même, on considère généralement, que c'est par erreur que Pausanias lui attribue les sculptures du fronton ouest du temple de Zeus à Olympie ; l'existence de deux Alcamène a été suggérée.

## Œuvre

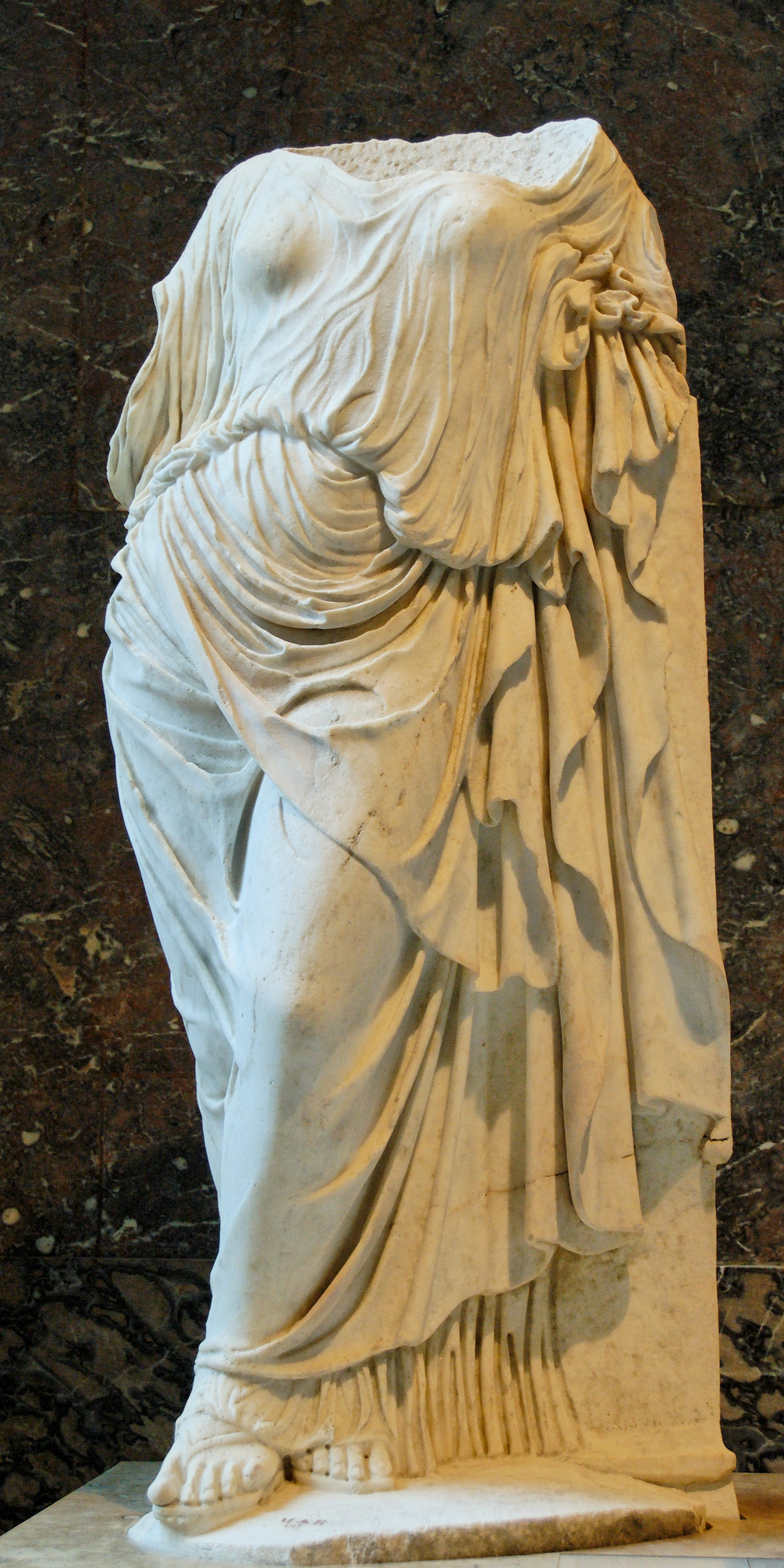
Statue féminine du type de l'Aphrodite accoudée, dans laquelle il faut sans doute reconnaître l’Aphrodite des jardins d'Alcamène, musée du Louvre.

Alcamène s'est distingué à la fois dans le marbre et dans le bronze. Il a également recouru à la technique chryséléphantine. Nous conservons de lui un original, le groupe de Procné avec Itys, son fils, qu'elle médite de tuer ; ce groupe est conservé au musée de l'Acropole d'Athènes, inv. 1358 ; il a été trouvé sur l'Acropole à l'endroit où Pausanias l'a vu ; le dessin tourmenté des plis du péplos et le mouvement du corps de l'enfant évoquent le style tragique des frontons ouest du Parthénon, où figuraient d'ailleurs les mêmes personnages ; d'autres de ses œuvres ont été identifiées dans des copies romaines. Son style est souvent rapproché de celui de Phidias.
Les textes mentionnent de sa main :
- une statue d'Aphrodite dite « des Jardins »[13],[14], traditionnellement reconnue dans l’Aphrodite accoudée ;
- une statue d'Héra dans un temple situé entre Phalère et Athènes[15] ;
- une statue d'Hécate Épipyrgidia (« qui est sur le bastion ») à Athènes[16] ;
- une statue d'Arès à Athènes[17], traditionnellement reconnue dans l'Arès Borghèse ;
- une statue de Dionysos à Athènes[18] ;
- une statue d'Héphaïstos à Athènes[19] ;
- une statue d'Hermès Propylaios (« qui est devant la porte ») placée à l'entrée de l'acropole d'Athènes[20] ;
- un groupe de Procné et Itys[21] ;
- un relief d'Athéna et Héraclès à Thèbes ;
- une statue d'Asclépios à Mantinée[22] ;
- un penthathlète encrinomenos (« qualifié »)[23].

On peut aussi attribuer les Caryatides de l'Érechthéion à l'atelier d'Alcamène[réf. nécessaire].
L'original grec de la copie romaine dite Héra Barberini a également été suggéré.